# Pjotar Tjaadajeŭ
Pjotar Valjantsinavitj Tjaadajeŭ (vitryska: Пётар Валянцінавіч Чаадаеў, Pjotar Valjantsinavitj Tjaadajeŭ; ryska: Пётр Чаадаев, Pjotr Tjaadajev) född 21 juli 1987 i Moskva, är en rysk före detta backhoppare som tidigare tävlade för Vitryssland. Sedermera kom han att tävla för Ryssland.

## Karriär
Pjotar Tjaadajeŭ debuterade internationellt i kontinentalcupen, som tävlande för Vitryssland, i Kuusamo i Finland 17 november 2001. Januari 2002 deltog Tjaadajeŭ i junior-VM i Schonach im Schwarzwald i Tyskland. Där blev han nummer 16 i en tävling som vanns av finländaren Janne Happonen. Under junior-VM 2005 i Rovaniemi i Finland blev han nummer fem, 9,5 poäng från en pallplats.
Tjaadajeŭ debuterade i världscupen i stora backen i Harrachov i Tjeckien 12 december 2004. Han blev nummer 46 i sin första världscuptävling. Som bäst har Pjotar Tjaadajeŭ en 77:e plats sammanlagt i världscupen, säsongen 2006/2007. I tysk-österrikiska backhopparveckan har han som bäst hittills en 55:e plats totalt, säsongen 2005/2006.
Under VM i skidflygning 2004 i Planica i Slovenien blev Tjaadajeŭ nummer 44 individuellt. Han blev nummer 10 och sist i lagtävlingen tillsammans med vitryska laget. I Skid-VM 2005 i Oberstdorf i Tyskland tävlade Tjaadajeŭ i lagtävlingarna. I normalbacken blev vitryssarna nummer 13 och i stora backen nummer 15. 
Tjaadajeŭ är vitrysk rekordhållare, efter att ett av hans hopp i skidflygningsbacken Kulm i Bad Mitterndorf i Österrike 2005 mätt 197,5 meter.
9 december 2011 startade Pjotar Tjaadajeŭ för Ryssland i FIS-cupen i Notodden i Norge. Hans första världscuptävling som tävlande för Ryssland var i lagtävlingen i skidflygningsbacken Letalnica i Planica där han blev nummer åtta med det ryska laget.